# Château de La Guyomarais
Le château de La Guyomarais est un château situé sur la commune de Saint-Denoual, dans le département des Côtes-d'Armor, en France.

## Historique
Le château, élevé au XVIe siècle, est en granit. Le domaine de La Guyomarais appartient en 1450 Jean de Guerrande, puis à Marguerite de Guerrande en 1536, et Mathurin Le Fruglais en 1569. Au XVIIIe siècle, il est la propriété de Monsieur de La Motte de La Guyomarais. Pendant la Révolution française, il devient le lieu de refuge du marquis de La Rouërie, qui y séjourna au mois d'octobre 1792, du 9 au 11 novembre, le 15 décembre, et y revint le 12 janvier 1793. Celui-ci y meurt le 30 janvier 1793. Le château est aujourd'hui une propriété privée.
Dans le bois du château a été élevée la tombe du marquis de La Rouërie, où une stèle a été dressée par l'ambassade des États-Unis.

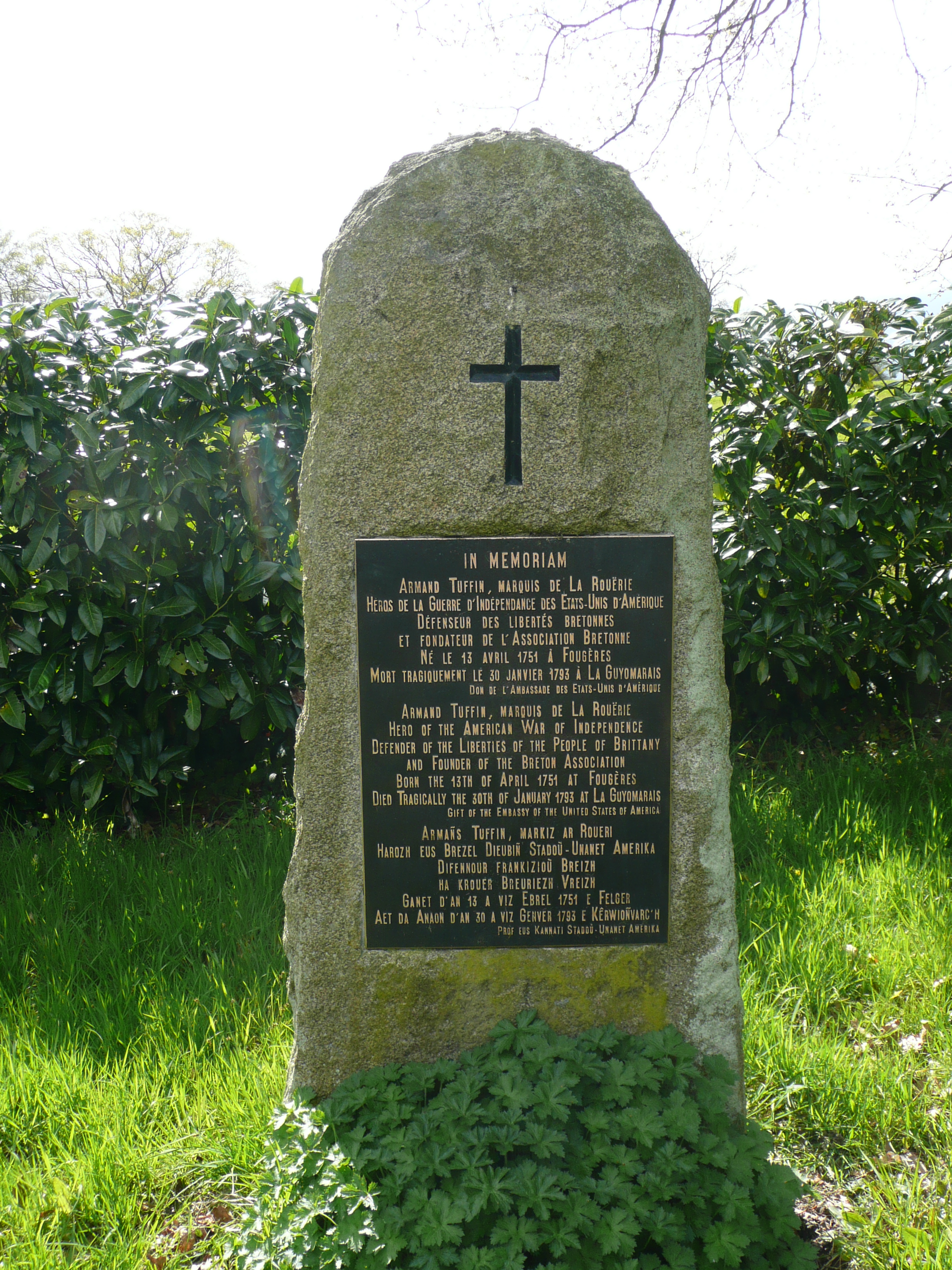
Mémorial du marquis de la Rouërie.
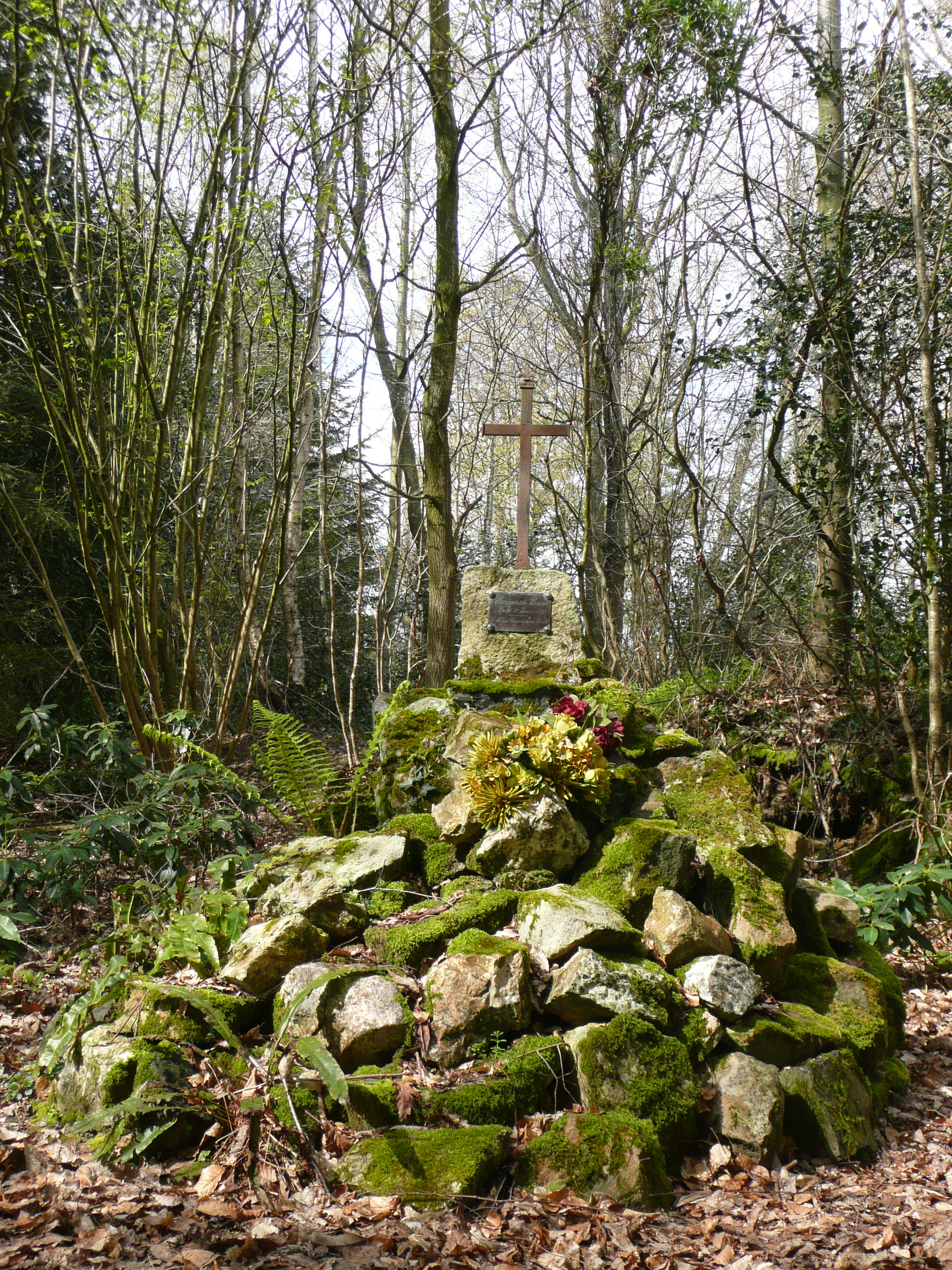
Tombe du marquis de la Rouërie.
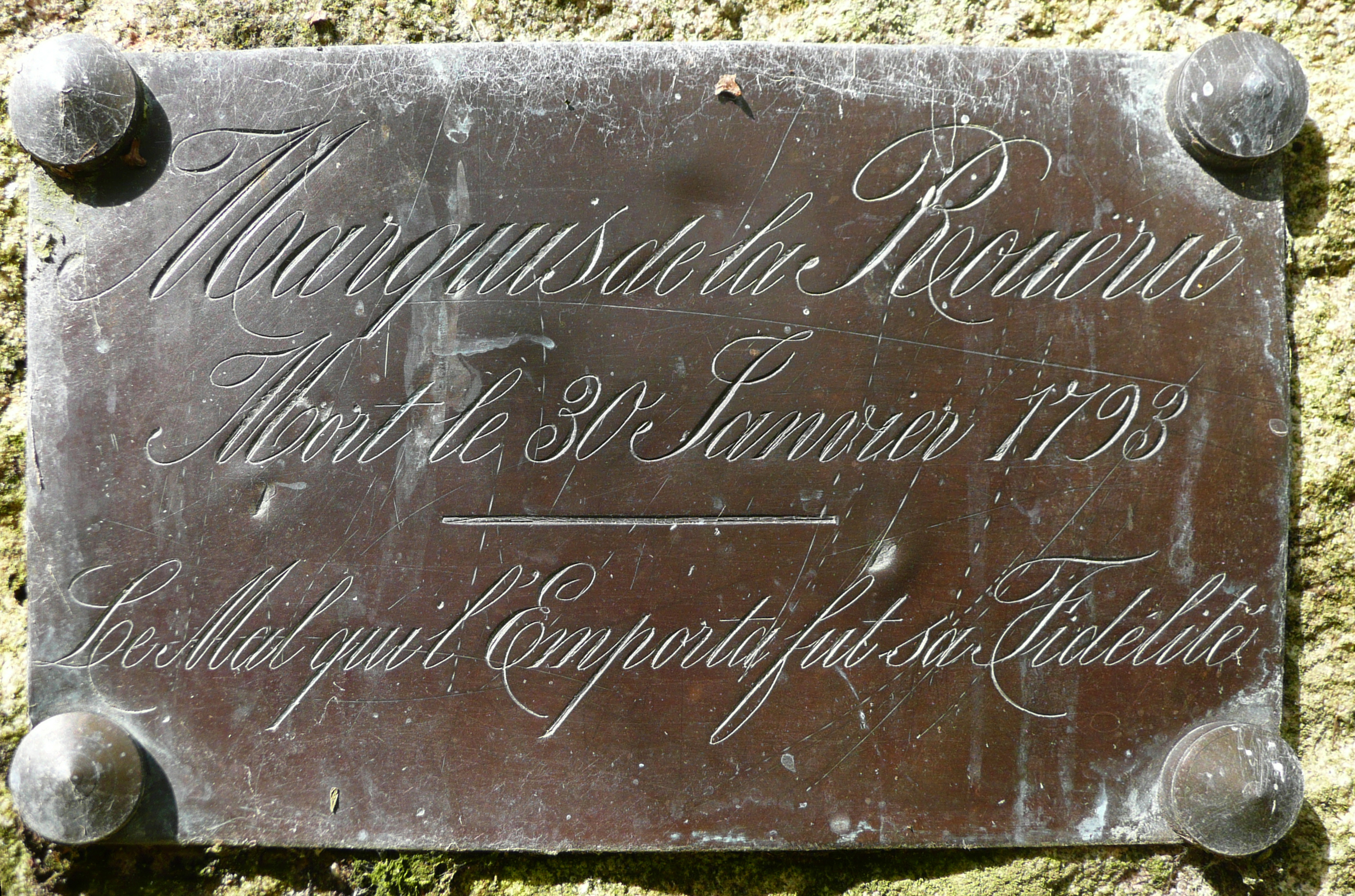
Plaque du tombeau du marquis de la Rouërie.